# Zemljopis Azerbajdžana
Azerbajdžan je država koja se nalazi u Kavkaskoj regiji, na granici između Europe i Azije. Tri fizička svojstva dominiraju Azerbajdžanom: Kaspijsko jezero, čija obala čini prirodu istočnu granicu Azerbajdžana; planinski lanac Veliki Kavkaz na sjeveru; te prostrane ravnice u središtu države. Površina Azerbajdžana iznosi oko 86.600 km2 (malo veće od Austrije), čime je Azerbajdžan po površini 111. najveća država svijeta. Azerbajdžan ima najveću površinu od tri zakavkaskih država. Unutar Azerbajdžana nalaze se dvije posebne administrativne jedinice: Nahičevanska Autonomna Republika, autonomna republika koju od ostatka Azerbajdžana odvaja Armenija, i nepriznata država Gorski Karabah koja se u potpunosti nalazi unutar Azerbajdžana. 
Smješten u Zakavkazju, Azerbajdžan na istoku graniči s Kaspijsko jezero, najvećim jezerom na Zemlji, na sjeveru s Gruzijom i Ruskom Federacijom, na jugu s Iranom, na jugozapadu i zapadu s Armenijom. Mali, sjeverozapadni dio Nahičevanske Autonomne Republike također graniči s Turskom. Glavni grad Azerbajdžana je drevni grad Baku koji je također najveća i najbolja kaspijska luka te središte azerbajdžanske naftne industrije.

## Topografija i slijevovi
Promjena nadmorske visine od nizine do visoravni je relativno nagla, jer skoro polovinu zemlje čini planinski teren. Značajne fizičke karakteristike su: blago valovita brda suptropske jugoistočne obale, koja su pokrivena plantažama čaja i nasadima naranča i limuna; brojnim blatnim i mineralnim izvorima u klisurama Gobustana kod Bakua i primorskim terenima koji se nalaze čak 28 metara ispod razine mora.
Azerbajdžan se nalazi u planinskom prstenu, a samo su granice s Kaspijskim morem, Iranom i Gruzijom nizinske. Na granici s ruskom republikom Dagestan nalazi se Veliki Kavkaz, a na zapadu na granici s Armenijom nalazi se Mali Kavkaz. Na krajnjem jugoistoku nalaze se Tališki masiv koje čine dio granice s Iranom. Najviša uzvišenja su na Velikom Kavkazu. Najviša točka u Azerbajdžanu je na planini Bazardjuzu i iznosi 4466 metara. Osam velikih rijeka silaze s Kavkaza prema Kura-araskoj nizini. Za Azerbajdžan su karakteristične aluvijalne ravni i niske delte. Kura je najduža rijeka, koja silazi s Velikog Kavkaza. Kura se koristi kao hidroenergetski potencijal i za navodnjavanje plantaža u Kura-araskoj nizini. Samo 15% rijeka je plovno.

## Vanjske poveznice
- Wikimedia Atlas - Azerbaijan, sadrži karte o Azerbajdžanu.